# Lijst van reactortypen
Deze lijst bevat een overzicht van de types kernreactoren, die in een kerncentrale gebruikt kunnen worden om uit kernbrandstof kernenergie te produceren. Engelstalige termen worden veel gebruikt en zijn tussen haakjes geplaatst.
- Lichtwaterreactor
  - Kokendwaterreactor (Engels: boiling water reactor (BWR))
  - Drukwaterreactor (Engels: pressurized water reactor (PWR))
  - Geavanceerde kokendwaterreactor (Engels: advanced boiling water reactor (ABWR))
  - European Pressurized Reactor (EPR)
  - Superkritischwaterreactor (Engels: supercritical water reactor (SCWR))
- Zwaarwaterreactor (Engels: heavy water reactor (HWR))
  - CANDU-reactor
- Grafietreactor (Engels: graphite moderated reactor)
  - Magnox-Reactor (Engels: gas cooled graphite reactor)
  - Geavanceerde gasgekoelde reactor (Engels: advanced gas-cooled reactor (AGR))
  - RBMK (reactor met kokend water als koelmiddel en grafiet als remstof)
  - HTR - Hogetemperatuurreactor (Engels: high temperature gas cooled reactor HTGR of ook pebble-bed reactor)
  - VHTR very high temperature reactor of AHTR advanced high temperature reactor
- Kweekreactor (Engels: breeder reactor of ook fast neutron reactor) (LMFBR)
  - Loopreactor
  - Poolreactor
  - Loodgekoelde reactor
- Gesmoltenzoutreactor
- Thoriumreactor